# Bruchmühlbach-Miesau
Bruchmühlbach-Miesau település Németországban, Rajna-vidék-Pfalz tartományban. Lakosainak száma 8222 fő (2023. december 31.).

## Népesség
A település népességének változása:
| Lakosok száma | 6860 | 7800 | 7793 | 7826 | 8081 | 8222 |
|               | 1975 | 2017 | 2019 | 2021 | 2022 | 2023 |